# Novalis
Novalis [noˈvaːlɪs], vlastním jménem Georg Friedrich Philipp svobodný pán von Hardenberg, v českém prostředí byl uváděný jako Bedřich z Hardenbergů (2. května 1772, zámek Oberwiederstedt – 25. března 1801, Weißenfels) byl německý básník a prozaik, představitel raného romantismu; byl opakem ostatních romantiků, těšících se ze života; ač šlechtic, vykonával měšťanské povolání. Zajímal se o básnictví, filozofii a přírodní vědy (především o matematiku). Zasnoubil se s třináctiletou Sophií von Kühnovou, která však v patnácti letech zemřela, ještě před svatbou. To jím hluboce otřáslo – její smrt, stejně jako smrt jeho mladšího bratra, ovlivnila jeho literární tvorbu. Zemřel ve 28 letech na tuberkulózu. Ve svých dílech používal mystický, temný a tajemný jazyk.

## Dílo
- Hymny noci (Hymnen an die Nacht) – sbírka básní s motivy ztracené lásky, touhy po smrti a oslavou Panny Marie, obsahuje kontrasty dne, života (světla, bdění, života) a noci (smrti, temnoty); psané rytmizovanou prózou či ve verších.
- Heinrich z Ofterdingenu (Heinrich von Ofterdingen) (překládáno i jako Modrý květ) – nedokončený román, který pojednává o potulném středověkém básníkovi, který vidí smysl života v hledání „modrého květu“ (symbol smyslu života v romantické poezii); úvahový ráz.
- Křesťanství nebo Evropa (Die Christenheit oder Europa; napsáno 1799, poprvé publikováno 1826) – kulturně-historický projev, politická utopie odkazující k evropskému středověku. Inspirováno textem německého teologa Friedricha Schleiermachera O náboženství (Über die Religion, 1799).

## Fotogalerie

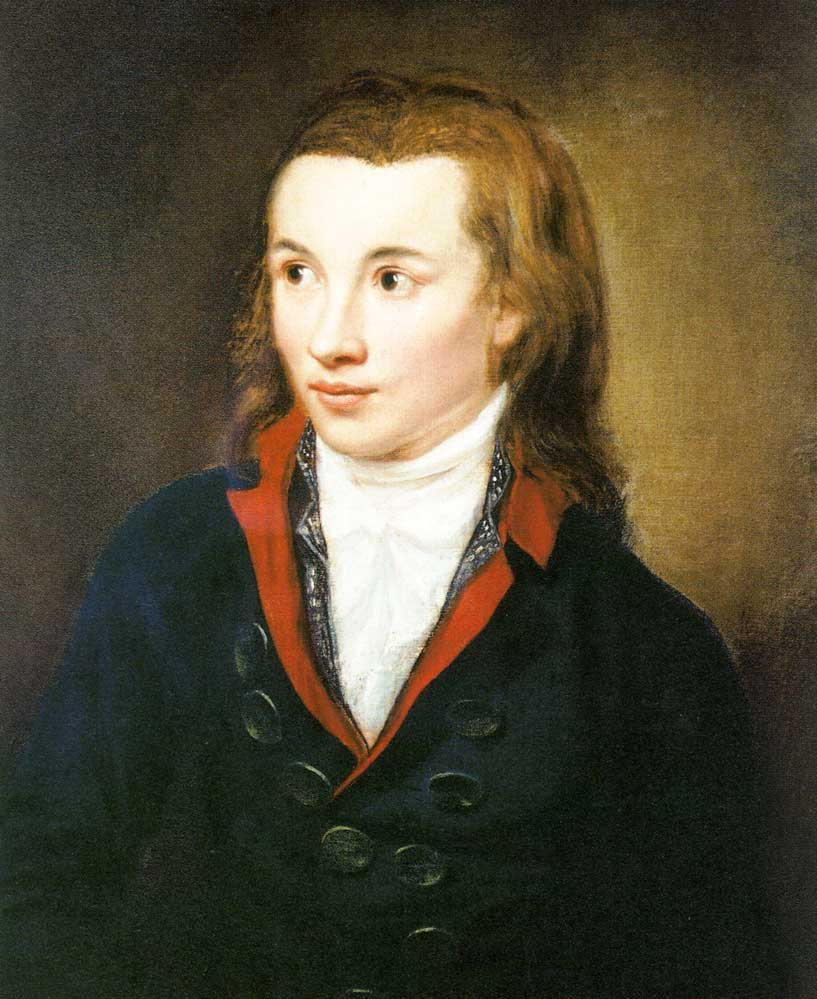
Novalis
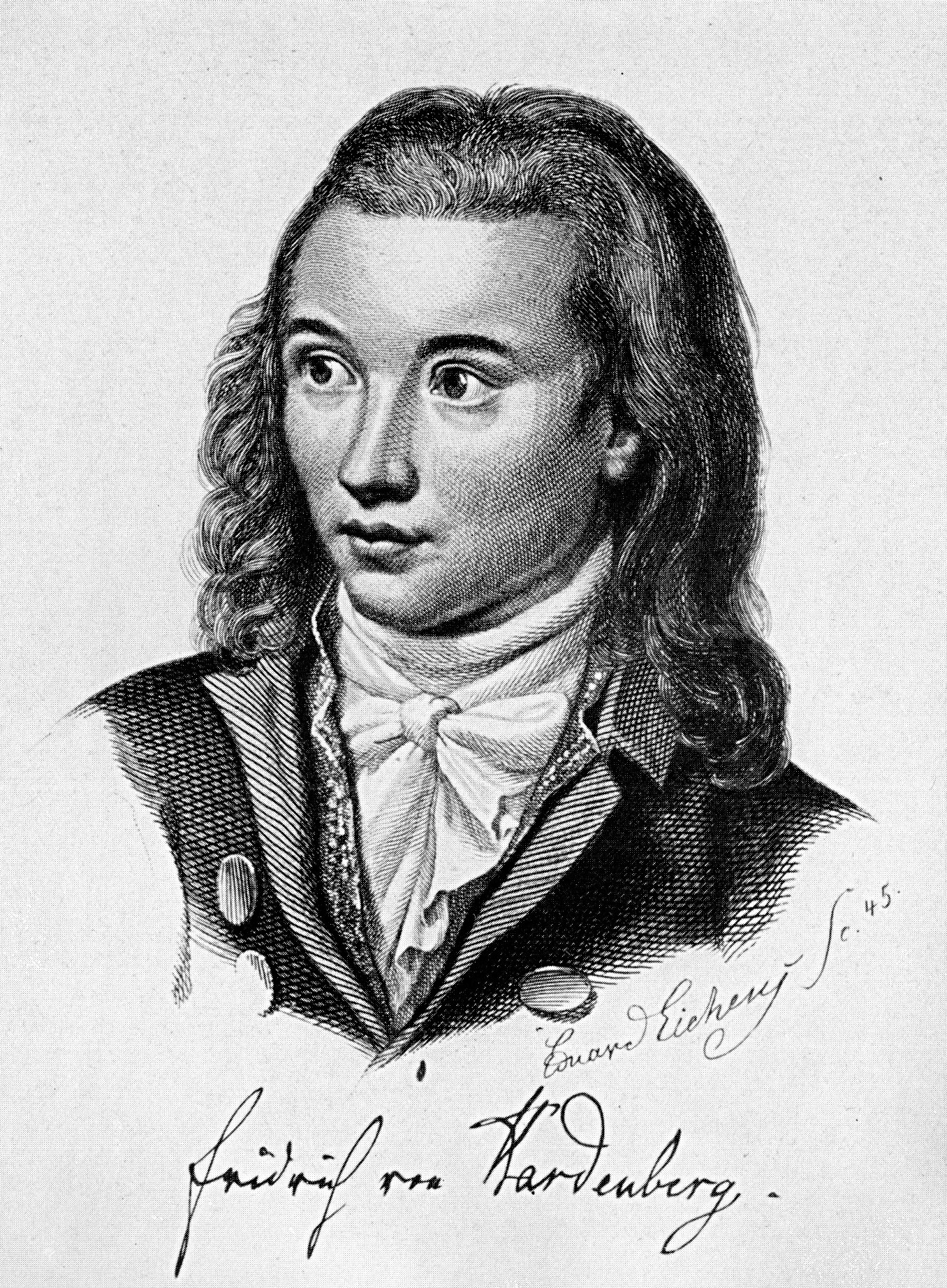
Novalis
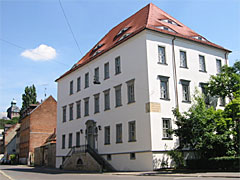
Dům ve Weißenfelsu, v kterém roku 1801 Novalis zemřel
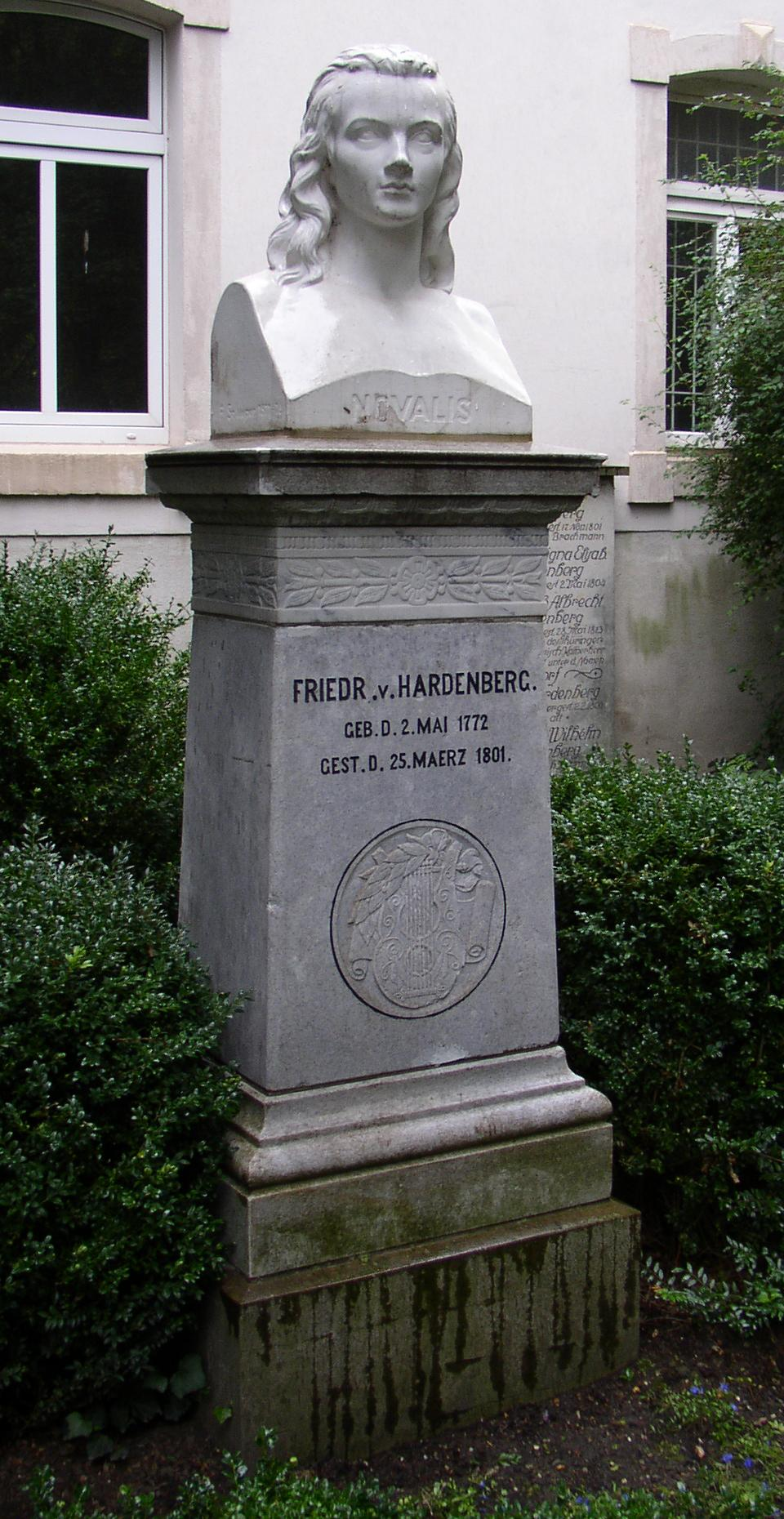
Náhrobek ve Weißenfelsu (1)
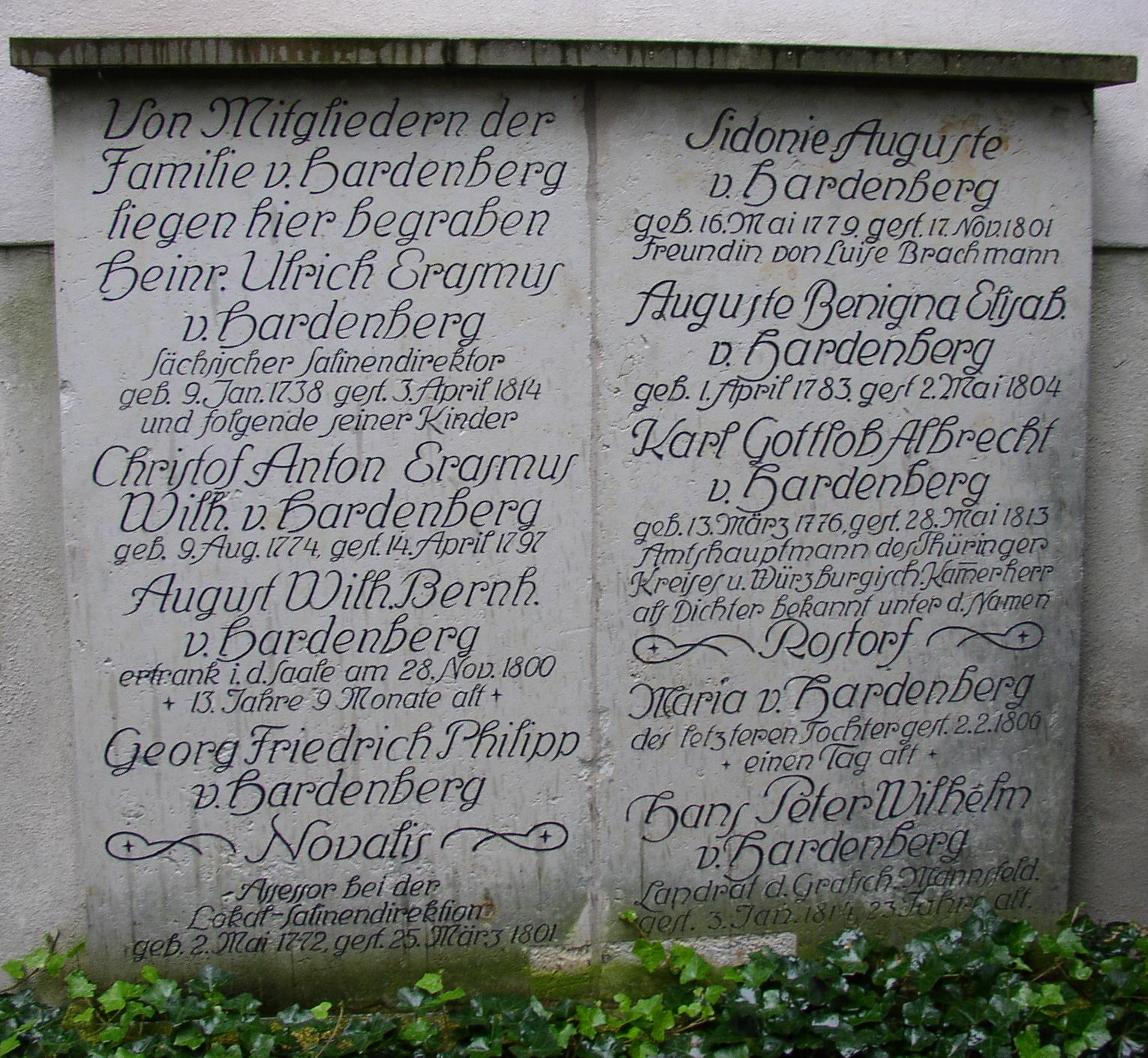
Náhrobek ve Weißenfelsu (2)